# Франц Теодор Чокор
Франц Теодор Чокор (нім. Franz Theodor Csokor; 6 вересня 1885, Відень — 6 січня 1969, Відень) — австрійський письменник, романіст і перекладач, найбільший драматург Австрії XX століття.
Народився у Відні в родині лікаря. Дебютував у літературі 1910 року, надрукувавши власним коштом драму «Лоренціно». У ранній його творчості помітно вплив Стріндберга, Ведекінда, Верфеля. У 1913 році Чокор пів року стажувався як помічник режисера в театрі Віри Коміссаржевської. У цей час він познайомився з Миколою Євреїновим. У 1920 році переклав його комедію «Куліси душі». У 1926 році за мотивами драми Бюхнера написав п'єсу «Войцек».
Успіх Чокору принесла п'єса про розвал Австро-угорської імперії «3 листопада 1918» (1936). У 1938 році він отримав премію Франца Ґрільпарцера.
У 1938—1946 роках перебував у антифашистській еміграції, мешкав у Польщі, з початком бомбардування Варшави у 1939 році виїхав до Румунії, потім — через Югославію в Італію. Після закінчення війни повернувся до Австрії. У 1947 році став президентом австрійського відділення ПЕН-клубу.

## Творчість
У центрі п'єс «3 листопада 1918» (1936), «Генерал панове» (1939), роману «Ключ від безодні» (1955) та інших творів — проблеми філософії історії, що розглядається Чокором із позицій гуманізму.

## Вшанування
- 1994 року поштове відомство Австрії випустило серію з двох поштових марок, присвячених австрійським письменникам — Францу Теодору Чокору та Йозефові Роту[3].